# Eugen von Entreß-Fürsteneck
Eugen Ludwig Gustav Adolf Maria Freiherr von Entreß-Fürsteneck (* 23. Oktober 1838 in Ludwigsburg; † 28. Mai 1902 in Karlsbad) war ein preußischer Generalmajor und Kommandeur der 12. Kavallerie-Brigade.

## Leben

### Herkunft
Eugen war ein Sohn des württembergischen Generalleutnants Heinrich von Entreß-Fürsteneck (1798–1876) und dessen Ehefrau Theolinde, geborene von Oppeln-Bronikowski.

### Militärkarriere
Entreß trat am 31. Oktober 1854 in die Leibgarde zu Pferde der Württembergischen Armee ein und wurde am 22. April 1855 unter Beförderung zum Portepeefähnrich in das 2. Reiter-Regiment versetzt. Am 5. Januar 1857 trat er in das 3. Reiter-Regiment über und avancierte Mitte Mai zum aggregierten Sekondeleutnant. Nachdem man ihn Anfang September 1863 als Premierleutnant in das 4. Reiter-Regiment versetzt hatte, war er bis 1865 zur Militär-Equitationsschule kommandiert und verblieb im Anschluss als Divisionsbereiter bei der Anstalt. Diese Tätigkeit wurde durch die Teilnahme bei seinem Regiment 1866 am Krieg gegen Preußen unterbrochen. Bei der Mobilmachung anlässlich des Krieges gegen Frankreich wurde Endtreß am 20. Juli 1870 zum Rittmeister befördert und als Eskadronchef in das 2. Reiter-Regiment versetzt. In dieser Eigenschaft nahm er 1870/71 am Krieg teil und wurde mit dem Eisernen Kreuz II. Klasse sowie dem Ritterkreuz des Ordens der Württembergischen Krone mit Schwertern ausgezeichnet.
Nach dem Friedensschluss erfolgte Anfang August 1871 seine Rückversetzung in das 3. Reiter-Regiment, bevor Entreß zum 8. Januar 1872 zur Dienstleistung beim 1. Württembergischen Ulanen-Regiment Nr. 19 kommandiert und am 22. März 1872 hierher versetzt wurde. Unter Stellung à la suite seines Regiments kommandierte man Entreß Ende September 1874 auf ein Jahr als Eskadronchef zum Altmärkischen Ulanen-Regiment Nr. 16. Dieses Kommando verlängerte sich um ein weiteres Jahr, bis er seinen Abschied aus der Württembergischen Armee nahm und am 17. Oktober 1876 als Rittmeister und Eskadronchef im Altmärkischen Ulanen-Regiment Nr. 16 der Preußischen Armee angestellt wurde. Mitte Mai 1880 erhielt Entreß den Charakter als Major sowie Ende Juni 1880 das Patent zu seinem Dienstgrad. Anfang August 1882 wurde er dem Regiment aggregiert und am 14. Juli 1883 als etatmäßiger Stabsoffizier in das Rheinische Ulanen-Regiment Nr. 7 nach Saarburg versetzt. Sein Regimentschef Friedrich I. verlieh ihm das Ritterkreuz I. Klasse des Ordens vom Zähringer Löwen. Am 15. Januar 1887 beauftragte man Entreß unter Stellung à la suite mit der Führung des 1. Pommerschen Ulanen-Regiments Nr. 4 in Thorn und ernannte ihn am 5. Februar 1887 zum Kommandeur dieses Verbandes. Bis 1890 stieg er zum Oberst auf, wurde am 16. Juli 1893 Kommandeur der 12. Kavallerie-Brigade in Neiße und in dieser Stellung am 18. April 1893 Generalmajor. In Genehmigung seines Abschiedsgesuches wurde Entreß am 15. Juli 1893 zur Disposition gestellt.
Entreß nahm seinen Wohnsitz in Berlin, wo er einen Verein inaktiver Offiziere gründete. Er reiste zur Wiederherstellung seiner Gesundheit nach Karlsbad, wo er am 28. Mai 1902 verstarb.
Sein Grabmal befindet sich auf dem Fangelsbachfriedhof in Stuttgart.

### Familie
Entreß heiratete am 2. September 1869 Thekla Formis (1849–1873). Nach ihrem Tod heiratete er am 12. Juni 1877 Margarethe Nette (1856–1916), Herrin auf Beesenstedt. Aus den Ehen gingen folgende Kinder hervor:
- Helene (* 1871)
- Walther (* 1872), preußischer Leutnant
- Elsa (1878–1954) ⚭ Joachim von Winterfeldt-Menkin (1865–1945)
- Eberhard (* 1884) ⚭ 1907 (Scheidung 1918) Anna von Dohna (1883–1927)